# Austrochaperina archboldi
Austrochaperina archboldi är en groddjursart som beskrevs av Richard G. Zweifel 2000. Austrochaperina archboldi ingår i släktet Austrochaperina och familjen Microhylidae. IUCN kategoriserar arten globalt som otillräckligt studerad. Inga underarter finns listade.